# Putifigari
Putifigari – miejscowość i gmina we Włoszech, w regionie Sardynia, w prowincji Sassari.
Według danych na rok 2004 gminę zamieszkiwało 700 osób, 13,2 os./km². Graniczy z Alghero, Ittiri, Uri i Villanova Monteleone.